# Serra dels Borrossos
La Serra dels Borrossos és una serra situada al municipi de la Figuera a la comarca del Priorat, amb una elevació màxima de 546 metres.